# Raphaël Stainville
Raphaël Stainville, nascido em 17 de maio de 1977 em Versalhes, é escritor, ensaísta e jornalista político francês. Ele é editor-chefe do serviço político do semanário Valeurs actualis  .

## Biografia
Após estudos literários em hypokhâgne e khâgne, diploma em filosofia e mestrado em ciências políticas obtido na Universidade Paris Nanterre, ingressou no Le Figaro em 2002, colaborou na redação de Figaro Hors Série e no lançamento da coleção L'Esprit des lieux, sob a direção de Michel De Jaeghere, antes de se mudar para a Figaro Magazine em 2008, sob a direção de Alexis Brézet  .
Também escritor, é autor de J'irai prier sur ta tomb (François Xavier de Guibert, 2002), onde relata sua jornada de Paris a Jerusalém a pé. Ele publicou em setembro de 2013 com Vincent Trémolet de Villers  Et la France se réveilla (Éditions du Toucan), uma investigação de livros sobre La Manif pour tous. Ele também é o autor, após vários anos de investigação de um livro chamado Pages of Blood (Presses de la Renaissance, 2007); este livro narra o genocídio armênio através dos escritos de um francês, padre Jean Rigal, missionário da Armênia. Ele participou do livro Mission Le Pen: Le Garde du corps parle sobre Thierry Légier, guarda - costas de Jean-Marie Le Pen.

## Trabalho

### Ensaios
- 2007 : Presses de la Renaissance, ed. (2007). Pages de sang. [S.l.: s.n.] ISBN 978-2750901431 Faltam os |sobrenomes1= em Editors list (ajuda)
- 2012 : Éditions du Toucan, ed. (2012). Mission Le Pen. [S.l.: s.n.] ISBN 978-2810004539 Faltam os |sobrenomes1= em Editors list (ajuda), en collaboration avec Thierry Légier
- 2013 : Éditions du Toucan, ed. (2013). Et la France se réveilla. [S.l.: s.n.] ISBN 978-2-8100-0564-2 Faltam os |sobrenomes1= em Editors list (ajuda), en collaboration avec Vincent Trémolet de Villers

### História de viagem
- 2002 : François-Xavier de Guibert, ed. (2002). J'irai prier sur ta tombe. [S.l.: s.n.] ISBN 2868398235 Faltam os |sobrenomes1= em Editors list (ajuda)